# 蒂姆·亨曼
蒂姆·亨曼（Tim Henman，1974年9月6日—），是一位英國已退役職業網球選手，以發球上網為主。他曾6次打入四大滿貫賽事的四強，職業生涯共贏得過11個冠軍。世界最高曾達第四位，是英國最成功的網球選手之一，他在退役後曾幫助英國在2007年9月的台維斯盃賽事中擊敗克羅埃西亞。

## 外部連結
- 官方网站
- 蒂姆·亨曼（英文/西班牙文）的官方資料
- 蒂姆·亨曼的國際網球總會 職業／青少年 官方資料（英文）
- 蒂姆·亨曼的官方資料（英文）